# Tobias Kippenberg
Tobias J. Kippenberg (* 8. November 1976 in Berlin) ist ein deutscher Physiker, der sich mit Quantenoptik befasst.

## Leben
Kippenberg studierte als Stipendiat der Studienstiftung des Deutschen Volkes Physik und Elektrotechnik an der RWTH Aachen mit Vordiplom 1998 in beiden Fächern und angewandte Physik am Caltech mit dem Master-Abschluss 2000 und der Promotion bei Kerry Vahala 2004. Als Post-Doktorand war er am Center for the Physics of Information des Caltech und ab 2005 am Max-Planck-Institut für Quantenoptik in der Abteilung von Theodor Hänsch, wo er die Nachwuchsgruppe „Laboratory of Photonics“ aufbaute (ab 2007 im Rahmen einer Marie Curie Excellence Grant gefördert). 2009 habilitierte er sich an der Ludwig-Maximilians-Universität München. Ab 2008 war er Assistenzprofessor an der École polytechnique fédérale de Lausanne (EPFL), an der er 2013 eine volle Professur erhielt.
Er ist ein Pionier in der Entwicklung von optischen Mikrohohlraumresonatoren für Quanten-Optomechanik und für Frequenzkämme.

## Ehrungen
- 2009: Helmholtz-Preis für Metrologie für die Erfindung des monolithischen Frequenzkamms
- 2009: Fresnel-Preis der European Physical Society für Beiträge zur Optomechanik
- 2010: EFTF Young Scientist Award für die Entwicklung von Frequenzkämmen die auf Mikroresonatoren basieren.
- 2013: ICO Preis
- 2014/15 zählte er zu den hochzitierten Wissenschaftlern bei Thomson Reuters
- 2014: Nationaler Latsis-Preis
- 2015: Klung-Wilhelmy-Wissenschafts-Preis
- 2016: Fellow der American Physical Society
- 2018: Zeiss Research Award
- 2021: R. W. Wood Prize der Optical Society of America
- 2024: Mitglied der National Academy of Engineering
- 2024: Mitglied der Nationalen Akademie der Wissenschaften Leopoldina[3]

## Schriften (Auswahl)
- mit S. Spillane, K. Vahala: Ultralow-threshold Raman laser using a spherical dielectric microcavity, Nature, Band 415, 2002, S. 621
- mit D. Armani, S. M. Spillane, K. Vahala: Ultra-high-Q toroid microcavity on a chip, Nature, Band 421, 2003, S. 925
- mit A. Schliesser, P. Del'Haye, N.Nooshi, K. Vahala: Radiation Pressure Cooling of a Micromechanical Oscillator Using Dynamical Backaction, Physical Review Letters, Band 97, 2006, S. 243905
- mit T. Aoki u. a.: Observation of strong coupling between one atom and a monolithic microresonator, Nature, Band 443, 2006, S. 671
- mit K. Vahala: Cavity Opto-Mechanics, Optics-Express, Band 15, 2007, S.  17172–17205
- mit P. Del’Haye, A. Schliesser, R. Holzwarth u. a.:  Optical frequency comb generation from a monolithic microresonator, Nature, Band 450, 2007, S. 1214
- mit I. Wilson-Rae u. a.: Theory of ground state cooling of a mechanical oscillator using dynamical backaction, Phys. Rev. Lett., Band 99, 2007, S.  093901
- mit K. Vahala: Cavity optomechanics: back-action at the mesoscale, Science, Band 321, 2008, S. 1172–1176
- mit S. Weis, A. Schliesser u. a.: Optomechanically induced transparency, Science, Band 330, 2010, S. 1520–1523, Arxiv
- mit R. Holzwarth, S. A. Diddams: Microresonator-based optical frequency combs, Science, Band 332, 2011, S. 555–559
- mit E. Verhagen, S. Deleglise, S. Weis, A.  Schliesser: Quantum-coherent coupling of a mechanical oscillator to an optical cavity mode, Nature, Band 482, 2012, S.  63–67, Arxiv
- mit M. Aspelmeyer, F. Marquardt: Cavity optomechanics, Reviews of Modern Physics, Band 86, 2014, S. 1391–1452
- mit D. J. Wilson u. a.: Measurement and control of a mechanical oscillator at its thermal decoherence rate, Nature, Band 524, 2015, S. 325, Arxiv
- mit V. Brasch u. a.: Photonic chip-based optical frequency comb using soliton Cherenkov radiation, Science, Band 351, 2016, S. 357–360
- mit C. Koos, P. Marin-Palomo u. a.: Microresonator-based solitons for massively parallel coherent optical communications, Nature, Band 546, 2017, S. 274–279
- mit A. Ghadimi u. a.: Elastic strain engineering for ultra high Q nanomechanical oscillators, Science, 12. April 2018, Arxiv
- mit P. Trocha, C. Koos u. a.: Ultrafast distance measurements using soliton microresonator frequency combs, Science, Band 359, 2018, S. 887–891